# We Do What We Want
| Жанр = пост-хардкор
металкор
| Длительность =
| Лейбл = Tooth & Nail Records
Solid State Records
| Продюсеры = Мэтт Картер
| Страна =  США
| Обзоры =* Allmusic  ссылка
- JesusFreakHideOut  ссылка
- AltPress  ссылка
- ChristianMusicZine  ссылка

| Предыдущий = Are You Listening?
| Пред_год = 2010
| Год = 2011
| Следующий = TBA acoustic album
| След_год = 2011
| Ещё =
| Прочее =
}}
We Do What We Want — пятый студийный альбом пост-хардкор группы Emery, вышел 29 марта 2011 года на Tooth & Nail Records и его подразделении Solid State.. Вскоре после анонсирования альбома было объявлено, что вокалист и басист Дэвин Шелтон покидает группу на какое-то время.

## Синглы и промоушен
В январе 2011 Emery выпустили превью песни «Scissors». Песня «The Curse of Perfect Days» была запущена в ротацию на христианских радиостанциях.
1 февраля состоялся релиз песни «The Cheval Glass» на Facebook, YouTube и MySpace группы. 17 февраля было объявлено, что альбом выйдет на Tooth & Nail и его хардкор/метал-подразделении Solid State 29 марта 2011 года.
5 марта через Facebook группа показала 2 скриншота из грядущего клипа на сингл «The Cheval Glass», который 1 марта стал доступен для покупки на Amazon и iTunes. 13 марта альбом стал доступен для предзаказа на Amazon, там же можно прослушать превью всех песен с альбома.

## Список композиций
Все песни написаны Emery, кроме "Fix Me" (автор - Дэвин Шелтон)

### Обычное издание альбома
1. «The Cheval Glass» — 3:16
2. «Scissors» - 3:14
3. «The Anchors» - 3:48
4. «The Curse of Perfect Days» — 4:28
5. «You Wanted It» - 4:16
6. «I’m Not Here For Rage I’m Here For Revenge (More Than Your Hook Up)» - 3:53
7. «Daddy’s Little Peach» - 4:02
8. «Addicted to Bad Decisions» - 4:17
9. «I Never Got to See the West Coast» — 4:40
10. «Fix Me» - 3:56

### Бонусы делюкс-издания
1. «Crumbling» - 4:12
2. «The Curse of Perfect Days (acoustic)» - 4:23

## Участники записи
Emery:
- Тоби Моррелл — вокал, бас-гитара
- Мэтт Картер — гитара
- Джош Хэд — скрим, клавишные
- Дэйв Пауэлл — барабаны
- Дэвин Шелтон — бэк-вокал (в песнях №4 и №8), вокал (в песне № 11)

Производство
- Мэтт Картер — продюсер
- Джейсон Сьюкоф — микширование.